# Sankt Marein-Feistritz
Sankt Marein-Feistritz é um município da Áustria, situado no distrito de Murtal, no estado da Estíria. Tem 70,61 km² de área e sua população em 2019 foi estimada em 2.005 habitantes.